# Thomas Helmer
Thomas Helmer (* 21. duben 1965 Herford) je bývalý německý fotbalista. Nastupoval jako defenzivní záložník nebo obránce.
S německou reprezentací získal zlatou medaili na mistrovství Evropy 1996 a stříbro na Mistrovství Evropy roku 1992. Hrál též na dvou světových šampionátech, v USA roku 1994 a ve Francii 1998. Celkem za národní tým odehrál 68 utkání, v nichž vstřelil 5 gólů.
S Bayernem Mnichov vyhrál v sezóně 1995/96 Pohár UEFA. Třikrát se v dresu Bayernu stal mistrem Německa (1993/94, 1996/97, 1998/99) a jednou vyhrál německý pohár (1997/98). Tuto trofej získal i v dresu Borussie Dortmund (1988/89).
Po skončení hráčské kariéry se stal sportovním novinářem.